# アンドロメダ座ウプシロン星b
アンドロメダ座υ星b（英語: Upsilon Andromedae b）は、アンドロメダ座の方向に約44光年の位置にある太陽系外惑星である。赤色矮星で伴星のアンドロメダ座υ星Bと区別するため、アンドロメダ座υ星Abと呼ばれることもある。この惑星は、ソーラーアナログのアンドロメダ座υ星を、ほぼ5日間で公転しているのが発見された。1996年6月にジェフリー・マーシーとポール・バトラーが、最初のホットジュピターの1つとして発見した。アンドロメダ座υ星bは、惑星系の中で最も内側を公転している。

## 発見
既に発見されている他の多くの太陽系外惑星と同様に、アンドロメダ座υ星bは、惑星の重力による視線速度の変化によって発見された。視線速度の変化は、アンドロメダ座υ星のスペクトルのドップラー効果の変化から検出された。1997年1月に、かに座55番星b、うしかい座τ星bとともに発見が公表された。

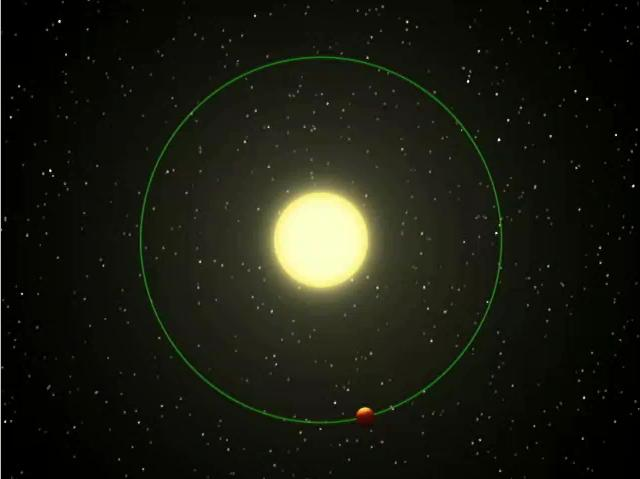
アンドロメダ座υ星bの軌道。

ペガスス座51番星bとともに、通常の恒星を公転する初めての太陽系外惑星であり、アンドロメダ座υ星bは太陽と水星の間よりも近い軌道を公転している。公転周期は4.617日であり、軌道長半径は0.0595天文単位である。
アンドロメダ座υ星bを発見した視線速度法の制限として、質量は下限しか示されない。アンドロメダ座υ星bの場合、この下限は0.687木星質量と推定されるが、軌道傾斜角から求めた値では、真の質量はもっと大きいと考えられる。しかし現在では、軌道平面からの傾斜角は30°以上であり、真の質量は木星質量の0.687倍から1.37倍と考えられている。共平面性は見られず、c、dとの相互の傾斜角は35°である 。

## 物理的な特徴
その大きな質量から、アンドロメダ座υ星bは表面に固体を持たない木星型惑星であると推定されている。惑星が間接的にしか検出されていないため、半径や構成成分といった物理的な特徴は分かっていない。
スピッツァー宇宙望遠鏡により、惑星の表面温度は約1400℃であると測定されたが、惑星の片面は-20℃から230℃、もう片面が1400℃から1650℃であった。この温度の差によりアンドロメダ座υ星bは常に同じ面をアンドロメダ座υ星Aに向けていると推定されている。
Sudarskyらは、この惑星は木星と同じような組成を持ち、環境は化学平衡に近く、大気上層にはケイ素や鉄の反射雲があると推定している。反射雲は高温高気圧のガスの上にある成層圏に存在し、恒星からの熱を吸収している。その周りには暗く不透明な、おそらくバナジウムや酸化チタンでできた雲が取り巻いているが、ソリンのようなその他の成分がある可能性も否定されていない。
潮汐力のせいで弾き出されてしまうか、惑星系の年齢よりずっと短い期間で破壊されてしまうため、大きな衛星は持たないと考えられる。
アンドロメダ座υ星bとペガスス座51番星bは、超高感度偏光計で直接観測が期待される候補の惑星となっている。

## 恒星への影響
アンドロメダ座υ星Aの彩層の活動の活発化は、アンドロメダ座υ星bの影響だと考えられている。観測により、恒星の惑星側から169°の位置にホットスポットが存在することが分かったが、これは恒星と惑星の磁場の相互作用が原因だと考えられている。この機構は木星とイオの相互作用と同様のものだと考えられている。

## 名称
2015年、国際天文学連合が太陽系外惑星系の固有名を募集した際、アンドロメダ座υ星bも対象にされた。募集の結果、アンドロメダ座υ星bにはSaffarという固有名が付けられた。